# Viala-du-Pas-de-Jaux

Viala-du-Pas-de-Jaux este o comună în departamentul Aveyron din sudul Franței. În 1 ianuarie 2022 avea o populație de 88 de locuitori.